# Drosophila populi
Drosophila populi is een vliegensoort uit de familie van de fruitvliegen (Drosophilidae). De wetenschappelijke naam van de soort is voor het eerst geldig gepubliceerd in 1961 door Wheeler and Throckmorton.